# Puentedey
Puentedey ist ein spanischer Ort in der Provinz Burgos der Autonomen Gemeinschaft Kastilien und León. Der Ort gehört zur Gemeinde Merindad de Valdeporres. Puentedey ist über die Straße BU-561 zu erreichen und liegt 86 Kilometer nördlich der Provinzhauptstadt Burgos und 9,5 Kilometer südöstlich von Pedrosa de Valdeporres.
Der Fluss Nela fließt durch den Ort und bildet mit dem Durchbruch des Gesteins eine natürliche Brücke.

## Bevölkerungsentwicklung
Im Jahr 1955 zählte der Ort 222 Einwohner, die sich bis zum Jahr 2007 auf 58 verringerten. Heute hat Puentedey 21 Einwohner.  

## Sehenswürdigkeiten
- Romanische Kirche San Pelayo, mit einer Figur der Madonna mit Kind aus dem 13. Jahrhundert
- Palacio de los Porras, erbaut im 15. Jahrhundert
- mehrere Höhlen: Cueva del Santo, Cueva del Paño und Cueva del Oro